# Dopo le esequie
Dopo le esequie (titolo orig. After The Funeral) è un romanzo poliziesco di Agatha Christie, pubblicato nel 1953. Quando un ricco anziano muore, i parenti si riuniscono per leggere le ultime volontà testamentarie del defunto. Qui, la sorella avanza il convincimento che il congiunto sia stato ucciso. Il giorno successivo, la donna viene trovata assassinata. Poirot viene chiamato a risolvere il mistero.
Dal romanzo fu tratto il film Assassinio al galoppatoio, dove Poirot viene sostituito da Miss Marple. Il libro contiene una citazione ad una precedente avventura di Poirot, Se morisse mio marito.

## Trama
Dopo il funerale del ricco Richard Abernethie, i suoi familiari si riuniscono per la lettura del testamento. La morte, sebbene improvvisa, non era inaspettata e sul certificato di morte viene notificata come dovuta "a cause naturali". Ma quando Cora, la sorella del morto, senza molto tatto, dice: "Diamine, è stato ucciso, no?", il legale della famiglia, Mr Entwhistle, comincia ad indagare.
Il giorno dopo il funerale di suo fratello, anche Cora Lansquenet viene uccisa nel sonno, a colpi di accetta, nella sua casa. L'omicidio non sembra essere stato commesso a scopo di rapina (dato che è stata chiaramente simulata), e l'eredità che lascia a una sua parente, Susan Banks, è abbastanza misera, dato che tutto il patrimonio degli Abernethie apparteneva a suo fratello Richard. Il movente del delitto sembra piuttosto nelle parole che Richard aveva detto a sua sorella prima di morire, e cioè che sospettava di poter essere avvelenato, secondo quanto origliato dalla dama di compagnia di Cora, Miss Gilchrist.
Entwhistle convoca Poirot, che chiede al suo vecchio amico, Mr Goby, di indagare sulla famiglia. Mr Goby scopre una serie di motivi per cui Richard avrebbe potuto rischiare di essere avvelenato, dato che svariati membri della famiglia versavano in stato di difficoltà economica. Poirot avverte Entwhistle che anche Miss Gilchrist potrebbe essere in pericolo.
Cora era un'artista e una collezionista di dipinti acquistati alle vendite locali. Susan Banks, una delle sospettate, sta facendo pulizia tra tutte queste tele quando nota che Cora copiava i disegni dalle cartoline: uno di questi, che Miss Gilchrist afferma fosse stato dipinto dal vero, rappresentava un faro distrutto in guerra. Nel frattempo, arriva un critico d'arte di nome Alexander Guthrie a dare un'occhiata agli ultimi acquisti di Cora, ma non trova niente di interessante. Poco dopo, Miss Gilchrist viene quasi uccisa dall'arsenico contenuto in un pezzo di torta che le era arrivato tramite posta. Si è potuta salvare perché, secondo una vecchia superstizione, aveva messo gran parte della fetta sotto il cuscino, mangiandone solo un pezzetto.
Poirot si concentra sugli Abernethie, e a questo punto molti nodi si sciolgono. Rosamund Shane, una delle ereditiere, è una donna determinata e inflessibile che sembra avere qualcosa da nascondere (che scopriremo essere l'infedeltà di suo marito e una gravidanza). Il marito di Susan Banks, Gregory, è un farmacista che sembra aver procurato, deliberatamente, un'overdose di medicinali a un cliente difficile. Gregory confessa persino, verso la fine del romanzo, di essere stato lui a uccidere Richard Abernethie, ma si scoprirà che l'uomo è vittima di un istinto compulsivo che lo spinge ad accusarsi per crimini di cui è innocente. Timothy Abernethie, un invalido poco simpatico che finge di essere malato per essere al centro dell'attenzione, potrebbe essere stato in grado di uccidere Cora, così come la sua sospettosa moglie, Maude. Forse la scoperta dell'omicida è legata a una misteriosa suora, che Miss Gilchrist afferma di aver notato? Ma tutto questo cosa può avere a che fare con un centrotavola di fiori di ceramica a cui Poirot presta molta attenzione?
La cognata di Richard, Helen Abernethie, telefona a Entwhistle per dirgli che ha capito alcune cose riguardo l'assassino, ma prima di poter aggiungere altro, viene colpita selvaggiamente alla testa.
A conclusione del romanzo, Poirot svela la soluzione del caso. Cora non si è mai recata al funerale; ad andarci, nei suoi panni, è stata Miss Gilchrist, la quale aveva messo un sonnifero nel tè della Lansquenet per farla dormire, con lo scopo di insinuare nella mente di tutti il dubbio che Richard fosse stato ucciso. Dato che nessuno aveva visto Cora negli ultimi anni, e che Miss Gilchrist imitava alla perfezione i suoi atteggiamenti caratteristici, era improbabile che la sostituzione venisse scoperta, però la donna ha commesso un grave errore. Allenandosi allo specchio, a riprodurre un movimento con la testa tipico di Cora, non ha pensato che il riflesso l'avrebbe invertito. Durante il funerale, infatti, ha girato la testa dalla parte sbagliata. Helen aveva avuto la sensazione che ci fosse qualcosa di strano in Cora, ma non aveva capito subito che si trattava di quel gesto proposto in modo sbagliato. Miss Gilchrist si è tradita poi quando ha parlato dei fiori di ceramica; questi ultimi erano stati portati nel giorno della lettura del testamento, ma erano già stati messi via quando Miss Gilchrist (nei panni di sé stessa) aveva conosciuto la famiglia.
Miss Gilchrist doveva insinuare il sospetto che la morte di Richard fosse avvenuta per avvelenamento in modo da poter poi uccidere Cora, senza che nessuno avesse dei sospetti su di lei. Miss Gilchrist, infatti, voleva a tutti i costi un dipinto che Cora aveva comprato a una vendita e che lei aveva riconosciuto come un Vermeer autentico. Miss Gilchrist, dopo l'omicidio, aveva dipinto sopra il Vermeer un paesaggio tratto da una cartolina, con dei colori a olio, di cui Entwhistle aveva riconosciuto l'odore, in modo da ingannare gli interessati ai quadri, che sarebbero andati tutti a lei, secondo il volere di Cora. Con i soldi ricavati dalla vendita del Vermeer, Miss Gilchrist avrebbe potuto nuovamente aprire una sala da tè (aveva perso la sua, durante la guerra, a causa del dissesto economico).
Alla fine del romanzo, si scopre che Miss Gilchrist è stata dichiarata pazza.

## Personaggi
- Hercule Poirot, famoso investigatore belga
- Richard Abernethie, ricco industriale, proprietario di Enderby Hall
- Timothy Abernethie, fratello di Richard
- Cora Lansquenet, sorella di Richard
- Maude Abernethie, moglie di Timothy
- Helen Abernethie, cognata di Richard
- Susan Banks, nipote di Richard
- Gregory Banks, marito di Susan
- Rosamund Shane, nipote di Richard
- Michael Shane, marito di Rosamund
- George Crossfield, nipote di Richard
- Signorina Gilchrist, governante di Cora
- Lanscombe, maggiordomo di casa Abernethie
- Entwhistle, legale della famiglia Abernethie

## Edizioni italiane
- Dopo il funerale, I Gialli Mondadori n.286, Milano, Mondadori, 24 luglio 1954. - I Capolavori dei Gialli Mondadori n.249, 10 maggio 1964.
- Dopo le esequie, traduzione di Lia Volpatti, I Classici del Giallo Mondadori n.434, Milano, Mondadori, 13 settembre 1983. - Collana Oscar n.1900 (Oscar Gialli n.150), Mondadori, 1986, ISBN 978-88-042-8417-8; Collana Narrativa (Oscar Scrittori del Novecento) n.1509, Mondadori, 1996, ISBN 978-88-044-1144-4; Edizione illustrata e annotata, Collezione Agatha Christie, Milano, CDE, 1999; Collana Oscar Gialli, Mondadori, 2019, ISBN 978-88-047-1625-9.